# Messina Challenger 1988
Il Messina Challenger 1988 è stato un torneo di tennis facente parte della categoria ATP Challenger Series nell'ambito dell'ATP Challenger Series 1988. Il torneo si è giocato a Messina in Italia dal 12 al 18 settembre 1988 su campi in terra rossa.

## Vincitori

### Singolare
Claudio Panatta ha battuto in finale  Alejandro Aramburu con il punteggio di 5–7, 6–2, 6–1

### Doppio
Simone Colombo /  Nevio Devide hanno battuto in finale  Ugo Colombini /  Carlos Di Laura con il punteggio di 6–4, 6–4